# Юрковичи (Гомельская область)
Юрковичи (бел. Юркавічы) — деревня в Ветковском районе Гомельской области Белоруссии. Входит в состав Радужского сельсовета.

## Административное устройство
До 9 апреля 2023 года входила в состав Шерстинского сельсовета.

## География
В 13 км на северо-запад от Ветки, 25 км от Гомеля.
Река Сож (приток реки Днепр).
Неподалёку есть залежи мела.

## Транспортная сеть
Транспортные связи по просёлочной, затем автомобильной дороге Даниловичи — Ветка. Планировка состоит из прямолинейной улицы с переулком, ориентированной с юго-востока на северо-запад. Застройка двусторонняя, деревянная, усадебного типа.

## История
По письменным источникам известна с XVI века как селение в Гомельском старостве Речицкого повета Минского воеводства Великого княжества Литовского, собственность казны. Согласно инвентарю Гомельского староства в 1640-х годах 4 дыма, 6 волов 5 лошадей. В 1752 году упоминается в актах Главного Виленского трибунала.
После 1-го раздела Речи Посполитой (1772 год) в составе Российской империи. В 1785 году деревни Старые Юрковичи и Новые Юрковичи во владении П. В. Завадского. Позже деревни объединились в один населённый пункт Юрковичи. Имелся паром на Соже грузоподъёмностью до 400 пудов. Согласно ревизии 1858 года владение помещицы А. Г. Шульц, которая в 1869 году владела в деревнях Юрковичи и Камелин 1754 десятинами земли. С 1874 года работала маслобойня. С 1880 года действовал хлебозапасный магазин. 2 марта 1882 года сгорела почти вся деревня. Согласно переписи 1897 года работала ветряная мельница. В 1909 году в Речковской волости Гомельского уезда Могилёвской губернии, 715 десятин земли.
В 1926 году работали почтовое отделение, лечебный пункт, школа. С 8 декабря 1926 года по 30 декабря 1927 года центр Юрковичского сельсовета Ветковского района Гомельского округа. В 1929 году организован колхоз. Во время Великой Отечественной войны в октябре 1943 года оккупанты полностью сожгли деревню и убили 9 жителей. 48 жителей погибли на фронте. В 1959 году в составе совхоза имени 60-летия Великого Октября (центр — деревня Новосёлки). Был клуб.
В 1945 году в деревню переселились жители посёлка Луч Солнца.

## Население
- 1858 год — 36 дворов.
- 1897 год — 89 дворов 564 жителя (согласно переписи).
- 1909 год — 108 дворов 682 жителя.
- 1926 год — 121 двор.
- 1940 год — 135 дворов.
- 1959 год — 535 жителей (согласно переписи).
- 2004 год — 41 хозяйство, 67 жителей.

## Достопримечательность
- Городище периода раннего железного века (1-е тыс. до н.э. – 1-е тыс. н. э.) —  Историко-культурная ценность Республики Беларусь, шифр 313В000160.
- Поселение периода неолита, бронзового, железного веков и эпохи средневековья (5–2-е тыс. до н. э., 1-я пол. 1-го тыс. н. э., 1-я пол. 2-го тыс. н. э.) —  Историко-культурная ценность Республики Беларусь, шифр 313В000171.
- Поселение и грунтовый могильник периода неолита, бронзового и железного веков (4-е – нач. 2-го тыс. до н. э., 1-я пол. 1-го тыс. н. э.) —  Историко-культурная ценность Республики Беларусь, шифр 313В000172.

## Известные уроженцы
- В. П. Помазов — белорусский композитор